# Cohiniac
Cohiniac település Franciaországban, Côtes-d’Armor megyében. Lakosainak száma 397 fő (2022. január 1.). Cohiniac Le Fœil, Boqueho, Le Leslay, Plouvara és Saint-Donan községekkel határos.

## Népesség
A település népességének változása:
| Lakosok száma | 408  | 390  | 370  | 331  | 407  | 379  | 357  | 345  | 363  | 397  |
|               | 1968 | 1982 | 1990 | 2006 | 2013 | 2015 | 2017 | 2019 | 2020 | 2022 |